# Carsten Høi
Carsten Høi (født 16. januar 1957 i København) er en dansk stormester i skak.
Han blev international mester 1979 og stormester 2001. Egentlig skulle han have fået stormestertitlen allerede i 1993, men fejlen blev først opdaget i forbindelse med en ændring af kravene til stormestertitlen i 2001. Høi har vundet det danske mesterskab tre gange (1978, 1986 samt 1992) og spillet for Danmark ved skakolympiaden fem gange (1978, 1980, 1988, 1992 samt 1996). I skakverdenen er Høi mest kendt for sin sejr over Boris Gulko ved skakolympiaden i Thessaloniki 1988. I mange år spillede Høi for Åstorps schacksällskap i det svenske skakmesterskab, mens han i Danmark spiller for Brønshøj Skak Forening.
Han vandt vesterhavsturneringen i 1986. Carsten Høi vandt Nordsjælland Weekend EMT 2023.

## Eksterne links
- Carsten Høi stormester – kunne være udnævnt allerede i 1993 (Dansk)
- Partiet Carsten Høi-Boris Gulko på chessgames.com (Engelsk)
- Carsten Høis profil og partier på chessgames.com (engelsk)
- Carsten Høis profil på chesstempo.com (engelsk)
- Carsten Høis profil hos FIDE (engelsk)
- Carsten Høis profil hos OlimpBase.org (engelsk)
- Carsten Høis profil hos 365Chess.com (engelsk)